# 富兰克林 (特拉华县)
富兰克林（英語：Franklin）是位于美国纽约州特拉华县的一个镇，地处特拉华县北部，以北则为奥齐戈县。2010年美国人口普查时，该镇有2411人。其面积为81.5平方英里。